# Ecuador en el Festival de la OTI
Ecuador hace su debut en la tercera edición del "Festival de la OTI" en 1974, evento celebrado en Acapulco, México. En dicha ocasión Hilda Murillo obtuvo el quinto puesto con el tema "Las tres  mariposas" del desaparecido autor Romeo Caicedo. 
Si bien Ecuador nunca obtuvo un primer lugar, si llegó al segundo puesto en dos oportunidades. La primera de ellas en 1985 en Sevilla, al presentar el tema "La Pinta, la Niña y la Santa María", empatado en el segundo puesto con Argentina y  superado por México. El representante ecuatoriano fue el cantante indígena Jesús Fichamba, quien volvió a participar en la OTI en Valencia, España en 1992 con el tema "Una canción para dos mundos"pero, con distinta suerte. 
Dos años más tarde, en 1987, Ecuador nuevamente se adjudica la segunda posición en Lisboa, Portugal con el tema "Mi amigo el cóndor", interpretado por Gustavo Velázquez, superado por Venezuela. En el año 1984 cuya sede fue la Ciudad de México, el Ecuador se ubicó en Quinto lugar con la  interpretación del  cantante Alfredo Mármol y la canción "Dejame saber".
En 1996, la televisión ecuatoriana  organizó la edición del Festival celebrado en el Teatro Nacional de Quito. En dicho evento, la escenografía se la diseñó con una verde alegoría de la selva ecuatoriana, delante de la cual se presentaron los músico de  la orquesta. Este mural fue creado por el pintor ecuatoriano Oswaldo Guayasamín, fallecido en 1999.
El compositor ecuatoriano que más ocasiones ha participado en este evento musical es Luis Padilla Guevara con cuatro de sus creaciones (1977 - 1985 - 1989 - 1992) su récord es seguido por Romeo Caicedo con tres participaciones (1974 - 1976 - 1987), mientras que Francisco Betancourt (1980-1982) y Freddy Bardellini (1983-1984), durante dos ocasiones cada uno.

## Participaciones de Ecuador en el Festival de la OTI
| Año  | Sede             | Artista                                | Canción                                   | Compositor                             | Lugar | Pts |
| ---- | ---------------- | -------------------------------------- | ----------------------------------------- | -------------------------------------- | ----- | --- |
| 2000 | Acapulco         | Danilo Rosero                          | Canto por ti, por amor                    | Gustavo y Roy Maruri                   |       |     |
| 1998 | San José         | Evelyn y Fabricio                      | Fijate                                    | Eduardo Mahuad y Miguel Mora           |       |     |
| 1997 | Lima             | Luis Caicedo                           | Te quiero                                 | Luis Caicedo                           |       |     |
| 1996 | Quito            | Dúo Agualuna                           | Vuela vuela                               | Alberto Caleris                        |       |     |
| 1995 | San Bernardino   | Tierra Buena                           | Mira                                      | Damiano                                |       |     |
| 1994 | Valencia         | Felipe y Francisco Terán ("Contravía") | Temporada baja                            | Francisco Terán                        | 7°    | 6   |
| 1993 | Valencia         | Pericles                               | Él tiene razón                            | Pablo Noboa                            |       |     |
| 1992 | Valencia         | Jesús Fichamba                         | Una canción para dos mundos               | Luis Padilla Guevara                   |       |     |
| 1991 | Acapulco         | Juan Carlos Córdova                    | Para escribir una canción                 | Walter Abril - Jimmy Arias             |       |     |
| 1990 | Las Vegas        | Patricio López                         | Por amor al arte                          | Jimmy Arias                            |       |     |
| 1989 | Miami            | Hnos. Miño Naranjo                     | Mi campesina                              | Luis Padilla Guevara                   |       |     |
| 1988 | Buenos Aires     | Ketty Pazmiño                          | Juan Cansino                              | Ramiro Montalvo                        | 14.º  | 0   |
| 1987 | Lisboa           | Gustavo Velázquez                      | Mi amigo el cóndor                        | Romeo Caicedo                          | 2°    |     |
| 1986 | Santiago         | Tannya López                           | Pobres niños, pobre mundo                 | Jimmy Arias                            |       |     |
| 1985 | Sevilla          | Jesús Fichamba                         | La Pinta, la Niña y la Santa María        | Luis Padilla Guevara                   | 2°    |     |
| 1984 | Ciudad de México | Alfredo Mármol                         | Déjame saber                              | Freddy Bardellini                      | 5°    |     |
| 1983 | Washington D.C   | Nicky Bravo                            | Menos de ti                               | Freddy Bardellini                      | 19.º  | 32  |
| 1982 | Lima             | Andrés Katán                           | Aprenderé                                 | Francisco Betancourt                   | 21°   | 0   |
| 1981 | Ciudad de México | Los Hnos. Diablo                       | América                                   | Juan Carlos Terán                      | 13°   | 11  |
| 1980 | Buenos Aires     | Jeanneth Salgado                       | En un instante                            | Francisco Betancourt                   | 21°   | 3   |
| 1979 | Caracas          | Miguel A. Guevara                      | Cómo tener tu cariño                      | Francisco Moreno                       | 20°   | 0   |
| 1978 | Santiago         | Gracian                                | Juan, el infeliz                          | Victoria Puig de Lange                 | 18°   | 0   |
| 1977 | Madrid           | Maríelisa                              | Sonreír cuando quiero llorar              | Luis Padilla Guevara                   | 5°    | 4   |
| 1976 | Acapulco         | Tito Del Salto                         | Mis veinte años                           | Romeo Caicedo                          | 15°   | 1   |
| 1975 | San Juan         | Miriam Constante                       | Yo quiero componer el mundo con mis manos | Lucía Gómez de Brachio y Carlos Lozano | 17°   | 0   |
| 1974 | Acapulco         | Hilda Murillo                          | Las tres mariposas                        | Romeo Caicedo y Héctor Garrido         | 5°    | 7   |

## Festivales organizados en Ecuador
| Edición  | Ciudad sede | Localización                             | Presentandores                      |
| -------- | ----------- | ---------------------------------------- | ----------------------------------- |
| OTI 1996 | Quito       | Teatro Nacional de la Casa de la Cultura | Ximena Aulestia y Christian Johnson |